# Eotetranychus carpini f. vitis
Eotetranychus carpini f. vitis (Oudemans), comunemente noto come ragnetto giallo della vite, è un acaro della famiglia Tetranychidae, parassita della vite e di alcune latifoglie, soprattutto del carpino.

## Descrizione
Quest'acaro è polifago. Le femmine adulte svernanti sono di colore giallo dorato, mentre le forme primaverili hanno un colore più chiaro. Le dimensioni sono di 0,5 mm.

## Danno alle piante
Il danno è provocato dalle punture. I giovani germogli hanno uno sviluppo irregolare e stentato. Le giovani foglie presentano punteggiature necrotiche, con successiva deformazione. Attacchi tardivi provocano alterazioni cromatiche alle foglie già formate con successivo arrossamento e ingiallimento. 
Infine si ha una necrosi di queste aree e questo provoca uno scarso accumulo di zuccheri nell'uva.			

## Ciclo biologico
Il ragnetto giallo sverna sotto la scorza come femmina fecondata. In primavera riprende l'attività sui giovani germogli. Da queste si formano 7-8 generazioni primaverili.	
Le femmine svernanti si presentano di colore giallo dorato/giallo arancio mentre le femmine primaverili-estive hanno un colore giallo-verde con macchie più scure sui lati del corpo e con occhi rossi ben visibili. Le femmine misurano meno di 0,4 mm mentre i maschi risultano più piccoli e sottili. Le colonie si trovano sulla pagina inferiore della foglia in prossimità delle nervature, spesso ricoperte da fili sericei.	
Lo svernamento si ha allo stadio di adulto, le femmine superano la stagione invernale riparate al disotto della corteccia delle piante ospiti e cominciano la loro nutrizione in primavera. Annualmente il ragnetto giallo compie dalle 6 alle 8 generazioni a seconda delle temperature, la maggior  parte comunque è concentrata nel periodo di fine primavera e in estate.	

## Lotta chimica e biologica
L'intervento va preceduto da un accurato campionamento sia in fase di germogliamento della pianta che in piena estate.
La soglia di intervento è pari a 60-70% di foglie ove è presente la forma mobile del ragno.
Non vanno sottovalutati alcuni interventi con altre specie avversarie di acari o con insetti antocoridi del genere Orius.
inoltre è utile ricordare che tra i metodi biologici troviamo anche l'effettuare le corrette pratiche colturali; non eccedere con le concimazioni azotate, controllare la vigoria. Ci sono numerosi predatori naturali degli acari; i principali sono gli acari Fitoseidi (Typhlodromus spp, Amblyseius andersoni, Kampimodromus aberrans), altri predatori naturali degli acari dannosi sono insetti quali il coccinellide Stethorus punctillus, le crisope, gli antocoridi, i miridi. Raramente è necessario ricorrere alla difesa chimica; in questo caso sono disponibili in commercio prodotti acaricidi selettivi molto efficaci come : Fenazaquin, Propargite, Dicofol.